# Guillem de Cabestany
Guillem de Cabestany, in occitano Guilhem de Cabestaing, Cabestang, Cabestan, o Cabestanh (1162/1175 – 1212), è stato un trovatore e cavaliere spagnolo.
Originario della contea catalana del Rossiglione, morì probabilmente nella battaglia di Las Navas de Tolosa, ma le leggende dei trovatori sulla sua vita narrano una versione più cruda e romanzata della sua fine.
Secondo una leggenda contenuta nella sua vida, Guillem era amante di Seremonda, moglie di Raimondo di Rossiglione, e quando quest'ultimo venne a sapere della loro relazione adultera, uccise Guillem durante una battuta di caccia, ne estirpò il cuore e lo fece cucinare per essere servito a tavola alla sua ignara consorte. Dopo aver divorato l'insano pasto, la donna, venuta a conoscenza della verità, colta dal dolore e dallo sgomento, si suicidò gettandosi da una finestra del palazzo.
La storia è una finzione narrativa, creata dalla letteratura trobadorica per dare vita a un personaggio che incarnasse la vittima d'amore, ma contribuì enormemente alla celebrazione di questo trovatore, la cui memoria si è conservata e diffusa nel corso dei secoli. Tracce di questa leggenda sono conservate nella Vita Nuova di Dante, nel Decameron di Boccaccio, così come ne I Trionfi di Francesco Petrarca e in altre celebri opere del periodo medioevale, come nel poema in lingua catalana La glòria d'amor di Bernat Hug de Rocabertí.

## Opera
Della sua opera letteraria si conservano solo otto canzoni, di cui una ancora di dubbia attribuzione, tutte canzoni d'amore in lingua d'oc secondo il modello catalano della canso, una delle quali figura tra le più belle e ricorrenti della letteratura trovadorica: Lo dous cossire (La dolce tristezza).